# Каменица (Ровненская область)
Каменица (укр. Кам'яниця) — село в Таракановской сельской общине Дубенского района Ровненской области Украины.
Население по переписи 2001 года составляло 310 человек. Почтовый индекс — 35646. Телефонный код — 3656. Код КОАТУУ — 5621686005.